# Aminta di Galazia
Aminta o Amyntas (in greco antico: Ἀμύντας?; fl. II secolo a.C.) è stato un politico greco antico, tetrarca dei Trocmi, re della Galazia, governò anche molte delle regioni adiacenti tra il 36 e il 25 a.C.. Fu menzionato da Strabone come un suo contemporaneo.
Era il figlio di Brogitaro e sua moglie, una principessa di Galazia. Sembra che prima avesse posseduto la Licaonia, dove manteneva più di 300 greggi. A ciò vi aggiunse il territorio di Derbe ottenuto tramite l'omicidio del suo principe, Antipatro di Derbe, amico di Cicerone, e l'Isauria e la Cappadocia per concessione romana. Originariamente era stato re di Cappadocia il segretario (γραμματευς, grammatéus) Deiotaro, che venne fatto di Aminta comandante in capo (στρατηγoς, strategòs) delle milizie ausiliare galate mandate ad aiutare Bruto e Cassio contro i triumviri, ma che disertò proprio prima della battaglia di Filippi (42 a.C.), per passare infine dalla parte di Marco Antonio.
Nel 37 a.C., dopo la morte di Deiotaro, venne fatto re di Cappadocia come governatore cliente di Marco Antonio. Plutarco lo enumera tra i seguaci di Marco Antonio ad Azio dove è menzionato come un disertore che passò dalla parte di Ottaviano, proprio prima della battaglia (31 a.C.).
Mentre perseguiva i suoi piani di ingrandimento, e sforzandosi di ridurre a obbendienza i refrattari montanari circostanti, Aminta si proclamò padrone di Homonada, o Hoinona, trucidando il principe di quel luogo, vendicato poi dalla sua vedova, che fece sì che Aminta finisse vittima di un'imboscata nel 25 a.C. Alla sua morte la Galazia divenne provincia romana.
Egli fu padre di Artemidoro dei Trocmi, un nobile della Galazia, Asia Minore, che sposò una principessa dei Tectosagi, la figlia di Aminta, e furono i genitori di Gaio Giulio Severo, un nobile di Acmonia, nella Galazia, a sua volta padre di Gaio Giulio Basso, proconsole in Bitinia nel 98, e Gaio Giulio Severo, un tribuno nella Legione VI Ferrata.